# Tram van Pyongyang
De tram van Pyongyang vormt naast de metro, het trolleybus- en het busnet een belangrijk onderdeel van het openbaar vervoer in de hoofdstad van Noord-Korea. Het openbaar vervoer speelt een sleutelrol in de verplaatsingen gezien het aantal auto’s er zeer beperkt is.

## Geschiedenis

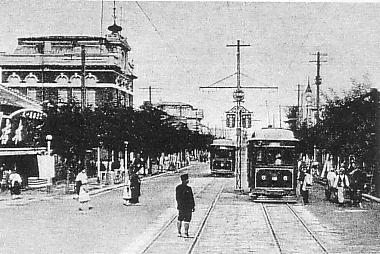
Tram ten tijde van de Japanse koloniale tijd

De oorsprong van de tram van Pyongyang gaat terug tot de tijd dat Korea een kolonie van Japan was. In september 1905 werd een vennootschap opgericht die een dubbelsporige lijn aanlegde die van het station vertrok. De 24 voertuigen boden elk plaats aan vier reizigers en werden door mensen voortgeduwd (handgeduwde tram). In 1911 werden circa 90.000 reizigers vervoerd, in 1912 circa 80.000 en in 1913 nog ongeveer 75.000. In 1914 bestond het net, met een spoorwijdte van 610 mm, uit een twee kilometer lange lijn van het station naar het centrum.
In 1922 kwam de eerste elektrische tram in dienst ter vervanging van de handgeduwde voertuigen. Het eerste dubbelsporig traject, vertrekkend vanaf het station, werd aangelegd tussen april en 12 juli 1922. Uitbreidingen volgden in 1925 en 1927.

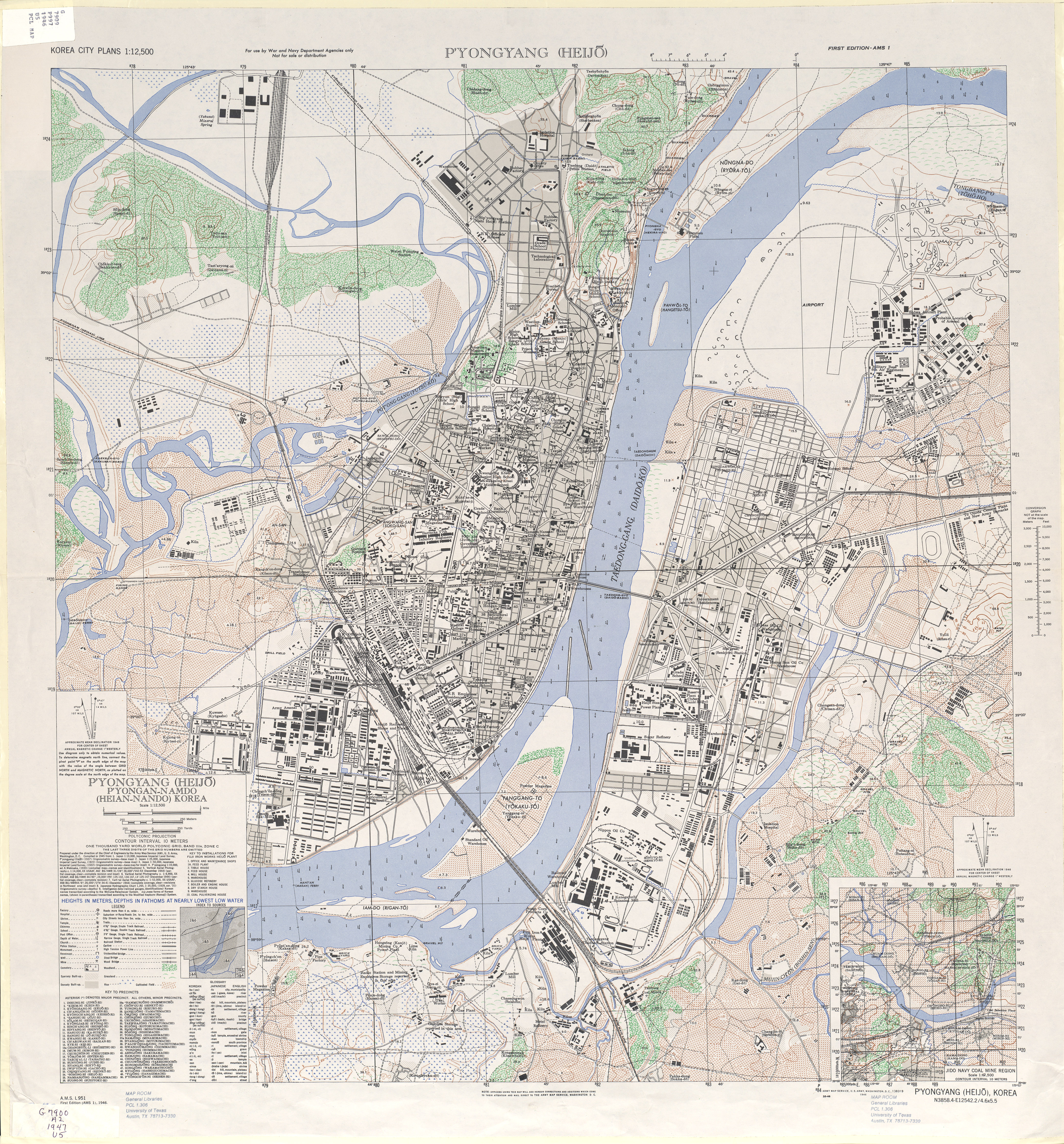
Kaart van Pyongyang kort na de onafhankelijkheid van Japan. Zichtbaar zijn de tijdens de koloniale tijd aangelegde tramlijnen in hun eindtoestand. De namen zijn weergegeven in het Koreaans en tussen haakjes in het Japans.

Na de Koreaanse oorlog werd het trambedrijf opgeheven. Daar Noord-Korea aardolie moest invoeren en deze brandstof bij voorrang aan het leger toekwam, zette Pyongyang in op elektrisch aangedreven openbaar vervoer namelijk trolleybus en metro. Toen de capaciteit van de trolleybus ontoereikend werd, besloot de stad om opnieuw een tramnet aan te leggen.
De feestelijke opening van de eerste nieuwe tramlijn (Songsin - Man’gyŏngdae) vond plaats op 15 april 1991 en viel samen met de 79ste verjaardag van Kim Il-sung. Drie dagen later kwam de lijn ter beschikking van het publiek. In 1992 volgde de tweede lijn (T’osŏng - Rangrang - Munsu). Beide lijnen werden normaalsporig aangelegd.
De derde lijn (Kŭmsusan-lijn, Sŏp’yŏngyang - Rangrang) volgde in 1996 maar werd in tegenstelling tot de eerste twee aangelegd in meterspoor en zonder verbinding met de rest van het net. Deze lijn is hoofdzakelijk bedoeld voor toeristen en verbindt het metrostation Samhung met het Mausoleum van Kim Il-sung.
Door een gebrek aan brandstof en de desolate toestand van de elektriciteitsvoorziening kwamen er eind van de jaren 1990 stroomonderbrekingen die ook de tramexploitatie troffen. In de laatste jaren is de situatie verbeterd.
In 2003 werd het deel van lijn 1 tussen P’yŏngyang-yŏk - Songsin stilgelegd als gevolg van de slechte toestand van de brug over de Taedong-rivier. Dit traject werd in 2015 omgezet naar een trolleybuslijn.
Op 7 augustus 2008 botsten vier trams met elkaar. Hierbij geraakten circa 400 scholieren gewond.

## Voertuigen

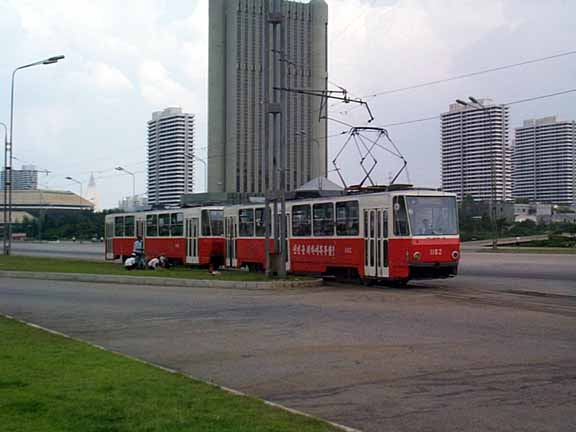
Tram type T6B5K

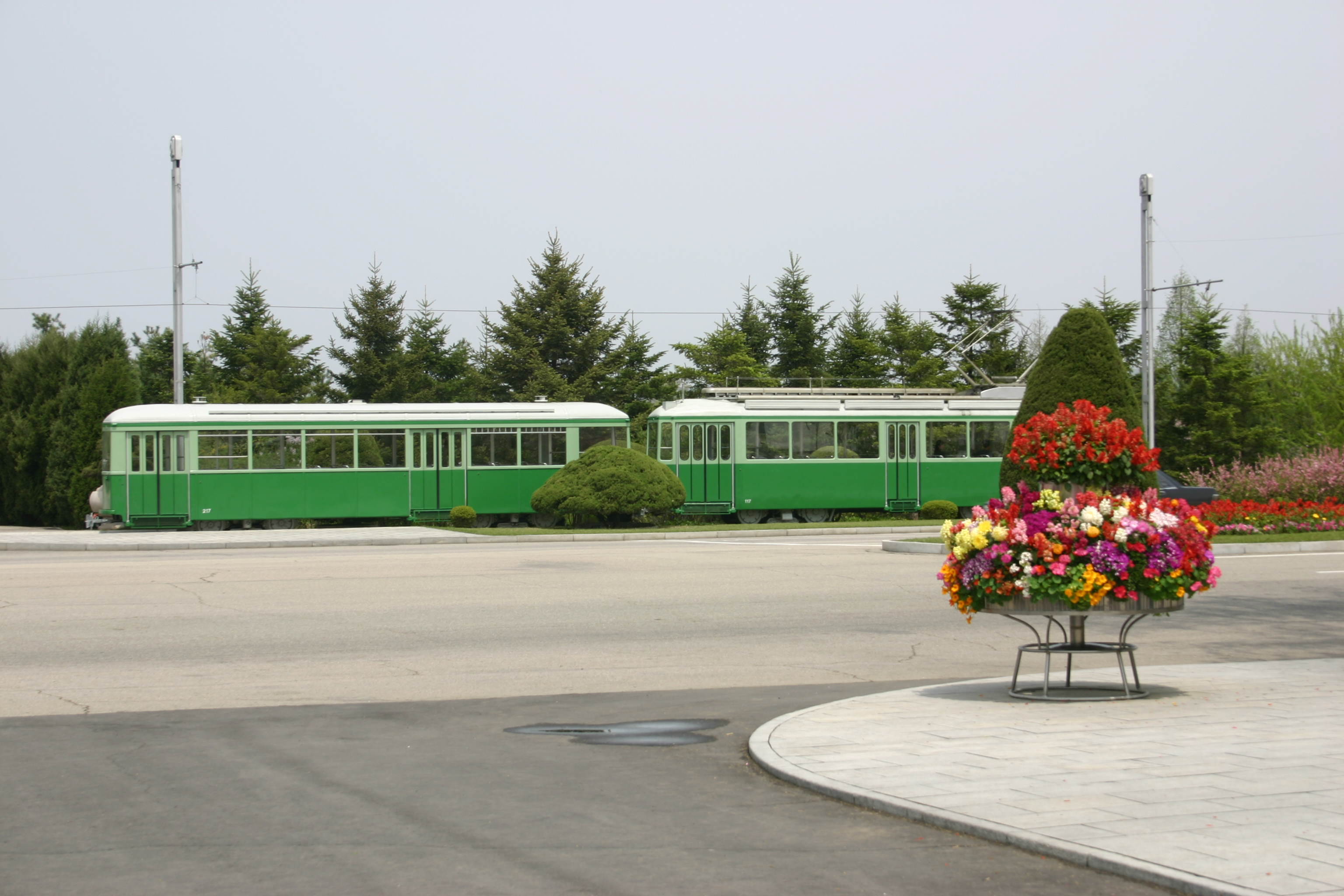
Zwitserse standaardtram (bestaande uit motor- en bijwagen) op lijn 3

Pyongyang telt drie tramstelplaatsen. In het begin werden eerst Tsjecho-Slovaakse Tatratrams van de types T6B5K en KT8D5K ingezet alsook uit China ingevoerde - op Tatra KT4 gelijkende - kortgelede trams.
Tussen 1996 en 1998 verwierf het bedrijf meer dan 100 tweedehandse Tatratrams van het type T4D, die afkomstig waren van de tramnetten van Dresden, Maagdenburg en Leipzig. Zo verwierf het bedrijf tussen 1997 en 1999 ook 168 Berlijnse metrostellen van de types GI en D.
Voor de Kŭmsusan-lijn zijn metersporige trams van het Zwitserse standaardtype Ib in gebruik die afkomstig zijn van het tramnet van Zürich.